# Real Trust
(Slogan attuale)
Real Trust era un programma radiofonico italiano dedicato al racconto di storie vere intervallate da musica principalmente Minimal, House, Techno e Dance.
Il programma ideato da Roberto Molinaro andava in onda su m2o alle 22 dal lunedì al venerdì.
Le tre rubriche erano mixate dal DJ Roberto Molinaro, scritte da Michele Diomaiuta e lette da Nanni Venditti e Gaia Bolognesi.
Le storie raccontate fino ad ora sono circa 300, da Mario Balotelli a Dario Argento, da Bin Laden a Dylan Dog e molte altre ancora.

## Real Trust
Real Trust era la principale rubrica del format radiofonico in cui venivano raccontate storie di personaggi famosi o vicende e avventurose molto conosciute del tempo passato o del presente.
La base musicale era mixata da Roberto Molinaro, la trama veniva scritta da Michele Diomaiuta, mentre la leading voice era di Nanni Venditti.

## Playlist
- Al Capone
- Attentato alle torri gemelle
- Ayrton Senna

## Real Movie
Da un'idea di RobertoMolinaro nasceva il format radiofonico Real Movie, variazione cinematografica di Real Trust, che era messo in onda ogni mercoledì su m2o con sottotitolo da lui stesso coniato "Un film proiettato da una voce sulla tela della musica".
Real Movie era la seconda rubrica per creazione del programma in cui venivano descritte trame di film molto famosi e importanti. Durante la mixata si potevano sentire le voci dei personaggi dei film.
La base musicale era mixata da Roberto Molinaro, la trama era scritta da Roberto Molinaro, mentre la leading voice era di Gaia Bolognesi.

## Real Book
Grazie ad un'idea dell'autore di Real Tust Michele Diomaiuta, nel gennaio 2010 m2o si fonde in un progetto comune con la casa editrice Fandango Libri e nasce Real Book.
La base musicale era mixata da Roberto Molinaro, i testi dall'autore Michele Diomaiuta, mentre la leading voice è di Nanni Venditti.

## Altro
Roberto Molinaro ha voluto far uscire sul mercato anche un compilation chiamata appunto Real Trust in cui vi erano tutte le basi usate per la programmazione del format.